# アナカリス (ヴァンパイア)
アナカリス（Anakaris）は、カプコンの2D対戦型格闘ゲーム『ヴァンパイア』シリーズに登場する架空の人物。

## キャラクター設定
広くエジプトを支配し、ナイル流域を支配した無敵の王国のファラオ。第11代皇帝ウロスの第一王子として生まれ、12歳で王の座に着く。弟に第二皇子エラトス、第三皇子ヘテロソスがいたが、エラトスは生まれて間もなく、ヘテロソスは20歳で病没している。アナカリスは絶対的なカリスマと統率力で国を纏め上げ、王国の繁栄を永遠のものにするため、自分の死後は復活を果たし、自らが神となり国を守ることを予言し、家臣に命じてピラミッドを築かせた。6000万人の労働力を動員し、3133人の人柱を捧げて16年に亘る建築作業の果てに壮麗なピラミッドが完成した。しかし27歳の時、アナカリスは隣国との戦争で傷を負い、それが元で熱病に侵され没した。家臣たちによってピラミッド内部へ丁重に収められたアナカリスは、数千年の時を経てパイロンの地球への来襲に際し、予言通り復活を果たす。元の体は既に朽ちていたが、肉体の代わりに身に付けた、黄金のマスクと包帯を自分の体のように意のままに操ることができるようになっていた。その体で外に出たアナカリスの目に映ったものは、かつての自分の王国では無く一面に広がる広大な砂漠だった。国は、アナカリスが死んだ後の戦争で侵略されて滅亡し、その存在すらも歴史から忘れ去られていた。そのことを悟ったアナカリスは、滅亡を招いた自分の過ちに気付き、それを正し亡国を復活させるべく動き出す。『ヴァンパイア』および『ハンター』でのエンディングでは、敵に襲われ滅亡の危機にある自国を、過去に戻って自ら救い出す。『セイヴァー』では、未来から送られてきたジェダの声を聞きつけ、自ら魔次元へ出向く。そのエンディングでは、世界の崩壊は回避不能と判断し、地下に新たな王国を建設している。
外見は3m近い巨体を持つ、非常に筋肉質な体つきをしたミイラ。体中に包帯が巻かれ、腕輪やアンクレットにスカート、そしてツタンカーメンに代表されるようなファラオの仮面を身に付けている。包帯の下の体はミイラのために干からびている。全く違う形に体を変形させることが可能で、その本体のミイラは一部の攻撃やダメージを負った時のモーション中に、わずかに覗き見ることができる程度。手足の指が非常に大きく、指は長方形のように角ばって見える。初期デザインではマスクやアンクレットのような装飾品はなく、身体に包帯を撒いただけのシンプルなミイラの外観で、体格も痩躯だった。
ホームステージは『ヴァンパイア ハンター』（以下『ハンター』）まではエジプトのピラミッドの内部。『ヴァンパイア セイヴァー』（以下『セイヴァー』）以降は、「RED THIRST（赤い渇き）」と呼ばれる赤く大きな月の登るスフィンクスを背にした夜の砂漠。
『MARVEL VS. CAPCOM 2』（以下『MvsC2』）で初の外部作品への参戦を果たし、その後も『CAPCOM FIGHTING Jam』（以下『CFJ』）に参戦している。また、カプコンの有料携帯サイト「ケータイカプコン」では、アナカリスの名を冠したパズルゲーム『パズル アナカリス ザ カオス ピラミッド』が配信された。
初代からあるEX必殺技の「ファラオマジック」は、モリガンの「ダークネスイリュージョン」と同様ボタン順押しコマンドの最初の技である。

## ゲーム上の特徴
人間ではないモンスター同士の戦いを描いた『ヴァンパイア』シリーズの中でもズバ抜けたトリッキーな動きが特徴。包帯に覆われた体自体を全く違う形に変形させて腕や足を大きく伸ばしたり、地面から突然蹴りを出したり、「ミイラドロップ」のように何も無い空間に突然手を伸ばして相手を捕えるなど、物理法則を大きく無視した技が多く、人間らしい動作の攻撃の方が少ない。通常の移動速度が非常に遅い半面、2段ジャンプができたり、他のキャラクターと違って、真上に向かってのジャンプで空中で一定時間浮遊（高さを2段階調節可能）する特殊能力を持つ（一定時間が経過するか、相手の攻撃を食らうまで。『MvsC2』では使用不可）。その他、地縛霊の一種である「カイビト」を使役して、古代エジプトの聖刻文字や装飾に彩られた様々な攻撃を放つ。『ストリートファイターII』のダルシムから派生するイロモノの流れを引き継いでいる。なお、『ヴァンパイア』の登場キャラクターの中で唯一、通常投げを持っていない（相手の通常投げに対して受け身を取ることは可能）。また、『ハンター』では唯一ガードキャンセルが行えず、『セイヴァー』以降はガードキャンセルが搭載されたものの、こちらはアドバンシングガードが行えない。
また、空中で口から斜め下方に向かって発射する「王家の裁き」は、相手を一定時間マスコットのようなキャラクターに変え、効果が切れるまでの間前後を低速で移動する以外の動作ができない無防備状態にする。この技で変身させられることを技名からとって「裁かれる」と呼び、ALL ABOUTシリーズ（電波新聞社発行）などの書籍では、他のゲームの同質の技によって相手を無力な姿に変身させること全てにこの用語が用いられている。裁かれた際の姿はキャラクターによって異なる。外部出演した『CFJ』のキャラクターたちにもその姿が用意されている。なお、『MvC2』のみ全キャラ統一の奴隷の姿になる仕様で、攻撃ボタンを押すと土下座をするようになっている。

## 技の解説
作品によって若干差異はあるが、ここでは『ヴァンパイア』シリーズでの技名称を掲載。なお立ち状態の遠近およびジャンプ状態の垂斜の区別はない。
| 操作     | 立ち                  | しゃがみ   | ジャンプ |
| -------- | --------------------- | ---------- | -------- |
| 弱パンチ | 喝                    | 奇跡の手   | 死の兆し |
| 中パンチ | 導き                  | 聖域の罠   | 死の予言 |
| 強パンチ | 粛清                  | 聖域の護り | 死の宿命 |
| 弱キック | 制裁 / 従者の掟(※1)   | 地の災い   | 王の嘆き |
| 中キック | 神罰 / 従者の誓い(※1) | 地の叫び   | 王の憂い |
| 強キック | 天誅 / 従者の崇め(※1) | 地の逆鱗   | 王の怒り |

※1 ダークフォース発動中

### 特殊技
浮遊
斜めジャンプの下降中に、レバーを上を入れることで、もう一度そこから浮き上がることができる。
垂直2段ジャンプ
垂直ジャンプで足を畳んでUFOのような形で浮遊状態になる。さらにその状態でレバー上を入力すると、もう一段高い高さに浮遊する。
空中移動
垂直ジャンプによる浮遊中に、前後にレバーを入れることで、同じ高さのまま移動できる。
強制着地
垂直ジャンプの浮遊中にレバーを下に入れると、浮遊状態を解除できる。ただし、その際に若干隙が生じる。浮遊状態は、一定時間経つことでも自動的に解除される。
聖者の歩み
踵落としのようなモーションの蹴りを出す。発生が若干遅いがリーチは長い。中段属性のため、しゃがみガード不可。
大いなる墓碑
斜めジャンプ中に下斜め前下方にレバーを入れてキックボタンを押すと、下半身を逆さにしたピラミッドに変え、落ちる方向を斜め前下方向へ軌道修正してぶつける。発生が早く、しゃがみガードができない。
聖なる墓碑
下半身を逆さにしたピラミッドに変え、直下方向へ落下してぶつける。大いなる墓碑の攻撃方向が真下に変化したもの。
ワープ
『ハンター』から追加された特殊技。画面端を背に密着した状態で後方に2回レバーを入れると発動。画面外に移動し、逆の画面端に出現する。移動中に長い無敵時間があるが、消えてから現れるまでに時間がかかるために、相手の背後を取るという戦法は使えない。逆にそれを利用して、ボタン順押しのEX必殺技のコマンドを入力しておき、現れた瞬間発射するという奇襲には使える。画面端で固められた時の脱出手段として主に使用する。

### 必殺技
コブラブロー
立ち強パンチで出るコブラ攻撃が横方向に大きく伸びる。初代のみ、最大ヒット数が2で統一されていて射程も変わらない。『ハンター』以降は、弱中強によって射程が変わり、弱は射程が短い代わりに隙は少なめ。強は射程が大幅に伸びる代わりに隙も膨大になる。『ハンター』では、弱は2ヒット、中と強が最大で3ヒットし、『セイヴァー』以降は強が4ヒットする。『MvC2』のみ、空中でも使用可能になっている。空中の相手に当てると相手はダウンし、その際に追い打ちも可能。
ES版は、初代のみ通常版と変化がない（ゲージのみ消費する）。『ハンター』以降は射程がさらに伸び、ヒット数も最大で6まで増える。なお、ヒット効果は、のけぞり→ダウンとなり、地上でも最後の6発目が当たると相手はダウンし、追い打ちも可能。通常時と異なり、空中で連続ヒットする効果を持つ。
言霊返し
「吸う」と「吐く」の別々のコマンドがあり、「吸う」は相手の飛び道具（バレッタの地雷のような必殺技でないものも可能）を、文字通り「吸い込むような」形で消してしまう。相手の弾を腹部で受けなければならず、レイレイの「暗器砲」は曲線の軌道を描いて飛んでくるため吸い込みづらい。また、攻撃位置が極端に低い飛び道具（ES版「暗器砲」など）は無条件で吸い込めない。
「吐く」は「吸う」で飛び道具を吸った以降にのみ使用できる。初代では一度「吐く」と無くなるが、『ハンター』以降では、そのラウンド中であれば吸った相手の飛び道具をいつでも何度でも出せるようになる。「吐く」際にES化することで、ES版にして吐くこともできる（相手のES版の飛び道具を吸った場合、普通に「吐く」を入力すればES版が出るわけではなく、通常と同じ飛び道具を吐き出す）。
空中でも吐き出すことは可能だが、『ハンター』までは吐き出す際に制約があり、地上版の飛び道具は地上でのみ、空中版の飛び道具は空中でしか吐き出すことができない（例えばモリガンの「ソウルフィスト」の場合、地上で出されたものは地上でしか吐き出すことができず、「空中ソウルフィスト」は空中でしか吐き出すことができない）。しかし、『セイヴァー』以降はその制限がなくなり、吸った飛び道具が地上でも空中でも撃てるものならば、両方で吐けるようになった。なお、吸い込んだ飛び道具によっては、軌道が変わるなど仕様が変化する（モリガンの「空中ソウルフィスト」の軌道は、モリガンが技を出した時と同様に斜め下へ撃つ）。
レイレイの「暗器砲」は『ハンター』では吸った1種類しか吐き出せず、基板のバージョンによって、ES版にしても通常のものと変わらずゲージだけ消費する場合と、ES版そのものが出せない場合があった。気絶暗器を一度吸うことで何度も連発が可能だったため、これを利用した脱出不可能な連携が可能であった。『セイヴァー』以降はレイレイと同様にテーブルに従って暗器を投げるようになり、レイレイとは違う専用のES版も用意された。
『MvC2』と『CFJ』では使用できない。
ミイラドロップ
腕を少し離れたところに手首から先をワープさせ、相手を掴むと包帯にぐるぐる巻きにして左右に振った後、地面に叩きつける。投げ技属性のため、ガードでは防げないが、空中判定の相手、しゃがんだ相手を掴むことはできない。弱中強によって、腕を出す位置が変わり、手が現れた一瞬のみ掴み判定があり、その後は食らい判定が残って隙状態となる。アナカリス唯一の投げ技。
ES版は、自分の棺の中に相手を引き込んで複数回跳ねた後に外へ蹴り出す。棺をしまう際、アナカリスが蓋に手をはさむコミカルな演出がされている。『ハンター』以降は、腕が上下に浮き沈みしながら前方へ移動していき、しゃがんでいる相手も掴めるようになるが、空中の相手は掴めない。『セイヴァー』では、「64分の1の確率」で相手を蹴り出す際の棺の扉のカイビトが落下する（『ヴァンパイア ダークストーカーズコレクション』の初期設定では、セレクトボタンを押しっぱなしにすることで必ず発動）。技後の追い打ちは不可。
王家の裁き
空中でのみ出すことが可能な飛び道具。アナカリスのミイラの口から呪文が発射され、斜め下方に向かって飛んで行く。食らった相手はキャラクター毎に設定された可愛らしい姿に変身させられ、無力な状態となる。一定時間経つと自動的に解除される。弱中強により硬化時間の長さが変わる。初代のみガードキャンセルに対応している。なお、変身させられた相手のジャンプ中、ダメージ中は変身時間が停止する。飛び道具には相殺される。
ES版は、初代のみ通常版と変化がない（ゲージのみ消費する）。『ハンター』以降は呪文を3つ吐き出し、どれか1つでも食らえば変身し、変身の持続時間も増加している。飛び道具と相殺しても、1つが消えるだけで残りの2つが飛んでいく。
『MvC2』のみ、変化するキャラクターが人形のような奴隷に統一されている。
棺の舞
上空から棺を落とす。初代、『ハンター』、『セイヴァー』以降でそれぞれコマンドが全く異なっている。初代ではパンチかキックの3ボタン同時押しで発動するため、「パンチ」「キック」「レバー横方向を入れている否か」の組み合わせで出現位置が変わる。『ハンター』では同じ強さのパンチとキック同時押しで発動だが、弱中強とレバー入力の組み合わせでさらに細かい指定が可能。『セイヴァー』以降は弱中強のパンチとキックのどちらかで出現位置が微妙に変わる。ヒット効果はダウン。
ES版は、初代のみ通常版と変化がない（ゲージのみ消費する）。『ハンター』以降は、8発連続で棺を落とす。落ちる場所は前方から順番に、という訳ではなく、落ちるルートは決まっている。ヒット効果はダウンで、一発食らった時点で相手の食らい判定は消えるため、最大でも2ヒット程度。お互いが画面端まで離れていると、攻撃が当たらない。
『ハンター』以前はボタン同時押しコマンドだが、先行入力で押しっぱなしにした状態からボタンを離しても技は発動するため、隙なく連発できた。しかし、レバーによるコマンドに変化した『セイヴァー』以降はほぼ不可能となった。
咎めの穴
『セイヴァー』から追加。相手を穴に落とし、真上から棺の常態で相手の上に落ちてきて踏み潰す。自分がダウンしている時にのみ発動できる、ダウン追撃を狙ってくる相手に対する反撃用の技。アナカリス本体には食らい判定がしっかりと残っている。だが、空中判定になっているため、何かしらの攻撃を食らうと吹き飛ぶ。
ES版は、アナカリスの体がスフィンクスに変化し、ヒットした場合はアナカリスと相手とが、穴を2回通過する。
戒めの墓碑
『ハンター』以降から追加された、『ヴァンパイア』のシステムのダウン追撃攻撃。その場で煙を残して消えた後、下半身を逆さにしたピラミッドに変化させ、相手の上にテレポートして落ちる。入力する際、垂直ジャンプが暴発することがある。
ES版は、通常の攻撃の後、上空から巨大な棺が重石として落下し、さらに相手を押し潰す。ダメージが増える代わりに動作の隙も大きくなる。

### EX必殺技（超必殺技）
ファラオマジック
その場で浮遊し、手から飛び道具（呪文）を斜め下方に向かって発射させる。『ハンター』以降は空中でヒットしても最後まで発動するようになり、『セイヴァー』以降は空中からでも出すことが可能（後述する「ファラオサルベーション」「ファラオデコレーション」も同様）。当てた相手を気絶（『MvC2』では硬直）状態にし、炎、電撃、氷結の順でその効果の弾を発射し、最後に棺（『ハンター』以降は巨大な棺）を落下させる。最初の呪文が空振りするか、ガードされると2発目以降は発射されない。
『セイヴァー』以降では「16分の1の確率」か「途中で挑発ボタンを押しっぱなし」で、最後の棺が逆さまに落ちてくる。『CFJ』では小さい棺が落ちてくる。
奈落の穴
『ハンター』から追加されたEX必殺技。自分の手前に穴を開け、その穴から縦に伸びる光が出てくる。これに触れた相手を穴に吸い込み、上空から地上に叩き落とす。投げ技判定なのでガードは不可能だが、投げられない状態の相手には効果が無く、相手と密着状態で出すと空振りする。
アナカリスのEX必殺技では数少ない、ボタン順押しではないコマンド技。威力はそれなりで、技の発動も遅いが、転倒した相手が移動起き上がりをするのを読んで発動させるなど、ある程度の戦略はとることができる。
『セイヴァー2』と『ハンター2』のダークフォース時は、相手を穴に落とした後に「ESミイラドロップ」の動作で跳ね、棺の中から相手を蹴り出す。
真実の教え
『セイヴァー』から追加された、ガードキャンセル専用のEX必殺技。ダメージがほぼない代わりに完全無敵かつガード不能で、相手を一瞬だけ裁き状態に変化させる。しかし両者同時に動けるようになるため、相手の投げが確定してしまう。
ファラオスプリット
『ハンター』から追加されたEX必殺技で、『セイヴァー』ではダークフォース扱い。上半身と下半身が分離し、上半身は常に浮遊状態になる。下半身は「カイビト」が操縦し、画面端に向かって勝手に歩いて行く。パンチ攻撃は上半身が出し、キック攻撃は下半身が出す。初出の『ハンター』では通常技以外の技が一切出せないが、『セイヴァー』以降は「棺の舞」のみ出せるようになった。
うまく立ち回れば、相手を挟み込むことができる。特に『ハンター』では、下半身が相手の背後に回ってから下半身が攻撃を出すと、相手はアナカリスの攻撃の方向にあわせてガード方向を切り替える必要があった。
上半身に攻撃を受けるとその時点で効果が終了する（『セイヴァー』のダークフォース時のみ、上半身はハイパーアーマー状態となる）。
ファラオサルベーション
『セイヴァー』から追加された「ファラオマジック」の強化版。仕様はほぼ「ファラオマジック」と同じだが、炎、隕石、電撃、石化、毒、氷結、裁き、巨大棺落下の順に攻撃し、15ヒットのダメージを与える。スペシャルストックゲージを2本消費する。
「16分の1の確率」か「途中で挑発ボタンを押しっぱなし」で、最後の棺の上にカイビトが乗る仕様になる。
ファラオデコレーション
『セイヴァー』から追加された、「ファラオマジック」をさらに強化した技。仕様はほぼ「ファラオマジック」と同じだが、炎、ブリス化、電撃、ブリス化、氷結、ブリス化、裁き、巨大棺落下の順に8ヒットのダメージを与える。スペシャルストックゲージを3本消費し、与えるダメージもアナカリスの攻撃の中で最も大きい。
途中で挑発ボタンを押しっぱなしにした時の効果は、「ファラオサルベーション」と同じ。なお、「ファラオマジック」「ファラオサルベーション」「ファラオデコレーション」に共通することであるが、最初に発射される炎の呪文は、相手の飛び道具とは相殺せずにすり抜けていく。
棺の宴
『MvC2』にあるハイパーコンボ。『ハンター』におけるES版「棺の舞」と同様に、大量の棺を落下させる。
ファラオコブラブロー
『MvC2』にあるハイパーコンボ。発動すると棺に変化し蓋が開き、攻撃ボタンを押すとパンチやキックの高さに応じた「コブラブロー」を発射する。タイミングよく押すことで連続ヒットし、空中でも使用できる。
ファラオイリュージョン
『MvC2』にあるハイパーコンボ。棺に変身し上空に飛んだ後、巨大なアナカリスが現れ浮遊する2つの手を操作する。
キックは、掬い上げるようなモーションに手が動き、当たった相手が空中に浮く。発動時に攻撃判定があり、食らった相手は上方向に吹き飛ぶ。パンチは、反対の手の方向に向かって平手打ちするように動く。弱が右手で、強が左手。キックで掬い上げた相手を、パンチでお手玉するような形でダメージを与える。
巨大化したアナカリス自体にも食らい判定があるため、攻撃を出さないと相手の攻撃の的になる。

## 特殊なダメージモーション
ミッドナイトブリス（デミトリ）
エジプトの壁画に描かれる女性像の姿に変わる。
『CFJ』のシークレットは、カイビトのブリス姿（「ファラオデコレーション」時に現れるもの）。
王家の裁き
エジプト文明の模様の入った黄色い石版。『MvC2』ではこのグラフィックが存在せず、他のキャラクター同様、奴隷の人形姿になる。
とが首さらし（ビシャモン）
上半身のみで、あえいでいる姿。
サングェ＝パッサーレ（ジェダ）
顎にある、マスクの髭を象った飾りの部分が膨張する。

## 登場ゲーム作品
- ヴァンパイアシリーズ
  - ヴァンパイア
  - ヴァンパイア ハンター
  - ヴァンパイア セイヴァー
  - ヴァンパイア ハンター2
  - ヴァンパイア セイヴァー2
  - ヴァンパイア クロニクル ザ カオスタワー
  - ヴァンパイア ダークストーカーズコレクション
- その他
  - MARVEL VS. CAPCOM 2
  - CAPCOM FIGHTING Jam
  - パズル アナカリス ザ カオス ピラミッド（携帯アプリ）
  - ULTIMATE MARVEL VS. CAPCOM 3 - サポートカードとして登場。
- 他社
  - SNK VS. CAPCOM 激突カードファイターズシリーズ

## 声優
- 徳丸完（全ゲーム作品）
- 松下美由紀（『ヴァンパイア セイヴァー』〈ミッドナイトブリス時〉[3]）

## その他
『セイヴァー』では、挑発時に32分の1の確率かスタート+パンチ3ボタン同時押しで発動する、隠し挑発ポーズ「大挑発」が存在する。棺の中から、カイビトたちが宝剣やカイビトを運び出す。アナカリス同士の場合、両方が大挑発をすると片方は正面を向き上半身をスライドさせて踊りだす専用のモーションになる。挑発の際のカイビトは、ごく稀に違う顔のものが登場する。
『セイヴァー』以降は、勝利ポーズのパターンが4種類+αと非常に多い。これらは『セイヴァー』標準のシステムである「勝利ポーズを取るまでにボタン押しっぱなし」で選択が可能。
- 弱パンチor中キック：両手を上げ万歳したようなポーズになる。ESかEXで止めを刺していると、家臣たちが沢山現れる。
- 中パンチor強キック：正面を向いて、両手を広げる。ESかEXで止めを刺していると、背中に円状のヒエログリフのエフェクトが現れる。
- 強パンチ：正面を向いて、胸で両手をクロスする。ESかEXで止めを刺していると、四つの巨大なヒエログリフのエフェクトが現れる。
- 弱キック：「言霊返し」の際のポーズの口の中から両手が出ていて、カイビトをつかんでいる。口の中から、コインと小さい3色のカイビトたちが現れる。カイビトたちは、操作することが可能。「256分の1の確率」で大きなコインが出現する。また、『ヴァンパイア ダークストーカーズコレクション』の初期設定では、セレクトボタンを押しっぱなしにすることで必ず大きなコインが出現する。

『セイヴァー』と『セイヴァー2』では乱入キャラクターとしてキュービィが設定されていたが、業務用ではキュービィが登場しない『ハンター2』ではサスカッチに変更されている。
『セイヴァー』ではフェリシアとの対戦時に限り、登場デモの際にフェリシアが「ヘッドライド」使用時と同じ姿勢で上から降りてくるアナカリスの上に乗って登場する。
『スーパーパズルファイターIIX』のリュウステージやモリガンステージなどでは、「裁かれた」状態の『ヴァンパイア』のキャラクターたちが登場する。
『ポケットファイター』では、タバサの必殺技などでカイビトが登場しているほか、タバサのエンディングデモに王家の裁きと同様の効果を持った「アナカリ商会」の魔法のステッキが登場している。